# Panchette Ravine
Der Panchette Ravine ist ein kleiner Bach an der Nordküste von Dominica. Er verläuft im Parish St. John und mündet unweit des Cape Melville ins Karibische Meer.

## Geographie
Der Panchette Ravine entspringt im Gebiet südlich von Fourchette Estate (⊙). Er fließt nach Nordwesten und mündet nach wenigen Kilometern fast direkt neben dem Taffia River. Im Quellgebiet schließt sich nach Süden das Einzugsgebiet von Marceau Bay Gutter an.